# Collegio di Broxbourne
Broxbourne è un collegio elettorale situato nell'Hertfordshire, nell'Est dell'Inghilterra, e rappresentato alla Camera dei comuni del Parlamento del Regno Unito. Elegge un membro del parlamento con il sistema first-past-the-post, ossia maggioritario a turno unico; l'attuale parlamentare è Lewis Cocking del Partito Conservatore, che rappresenta il collegio dal 2024.

## Estensione

Broxbourne dal 1997 al 2024

- 1983-1997: il Borough di Broxbourne, i ward del distretto di East Hertfordshire di Great Amwell, Little Amwell e Stanstead, e i ward del distretto di Welwyn Hatfield di Northaw.
- 1997-2024: il Borough di Broxbourne, e il ward del distretto di Welwyn Hatfield di Northaw.
- dal 2024: il Borough di Broxbourne, e il ward del distretto di East Hertfordshire di Great Amwell and Stansteads e Hertford Heath and Brickendon.[1]

## Membri del parlamento
| Elezione | Elezione       | Deputato   | Partito      |
| -------- | -------------- | ---------- | ------------ |
|          | 1983           | Marion Roe | Conservatore |
| 2005     | Charles Walker |            | Conservatore |
| 2024     | Lewis Cocking  |            | Conservatore |

## Elezioni

### Elezioni negli anni 2020
| Partito                    | Partito                                   | Candidato                  | Risultati 4 luglio 2024 | Risultati 4 luglio 2024 |
| Partito                    | Partito                                   | Candidato                  | Voti                    | %                       |
| -------------------------- | ----------------------------------------- | -------------------------- | ----------------------- | ----------------------- |
|                            | Conservatore                              | Lewis Cocking              | 15 810                  | 36,81                   |
|                            | Laburista                                 | Catherine Deakin           | 12 952                  | 30,15                   |
|                            | Reform UK                                 | Tom Holdsworth             | 8 782                   | 20,45                   |
|                            | Lib Dem                                   | Nick Belfitt               | 2 688                   | 6,26                    |
|                            | Verdi                                     | Owen Brett                 | 2 461                   | 5,73                    |
|                            | UKIP                                      | Martin Harvey              | 172                     | 0,40                    |
|                            | English Constitution                      | Brett Frewin               | 87                      | 0,20                    |
|                            |                                           |                            |                         |                         |
| Iscritti                   | Iscritti                                  | Iscritti                   | 75 187                  | 100,00                  |
| ↳ Votanti (% su iscritti)  | ↳ Votanti (% su iscritti)                 | ↳ Votanti (% su iscritti)  | 42 952                  | 57,13                   |
| ↳ Astenuti (% su iscritti) | ↳ Astenuti (% su iscritti)                | ↳ Astenuti (% su iscritti) | 32 235                  | 42,87                   |
|                            |                                           |                            |                         |                         |
|                            | Esito: collegio confermato a Conservatore |                            |                         |                         |

### Elezioni negli anni 2010
| Partito                    | Partito                                   | Candidato                  | Risultati 12 dicembre 2019 | Risultati 12 dicembre 2019 |
| Partito                    | Partito                                   | Candidato                  | Voti                       | %                          |
| -------------------------- | ----------------------------------------- | -------------------------- | -------------------------- | -------------------------- |
|                            | Conservatore                              | Charles Walker             | 30 631                     | 65,58                      |
|                            | Laburista                                 | Sean Waters                | 10 824                     | 23,17                      |
|                            | Lib Dem                                   | Julia Bird                 | 3 970                      | 8,50                       |
|                            | Verdi                                     | Nicholas Cox               | 1 281                      | 2,74                       |
|                            |                                           |                            |                            |                            |
| Iscritti                   | Iscritti                                  | Iscritti                   | 73 182                     | 100,00                     |
| ↳ Votanti (% su iscritti)  | ↳ Votanti (% su iscritti)                 | ↳ Votanti (% su iscritti)  | 46 706                     | 63,82                      |
| ↳ Astenuti (% su iscritti) | ↳ Astenuti (% su iscritti)                | ↳ Astenuti (% su iscritti) | 26 476                     | 36,18                      |
|                            |                                           |                            |                            |                            |
|                            | Esito: collegio confermato a Conservatore |                            |                            |                            |

| Partito                    | Partito                                   | Candidato                  | Risultati 8 giugno 2017 | Risultati 8 giugno 2017 |
| Partito                    | Partito                                   | Candidato                  | Voti                    | %                       |
| -------------------------- | ----------------------------------------- | -------------------------- | ----------------------- | ----------------------- |
|                            | Conservatore                              | Charles Walker             | 29 515                  | 62,16                   |
|                            | Laburista                                 | Selina Norgrove            | 13 723                  | 28,90                   |
|                            | UKIP                                      | Tony Faulkner              | 1 918                   | 4,04                    |
|                            | Lib Dem                                   | Andy Graham                | 1 481                   | 3,12                    |
|                            | Verdi                                     | Tabitha Evans              | 848                     | 1,79                    |
|                            |                                           |                            |                         |                         |
| Iscritti                   | Iscritti                                  | Iscritti                   | 71 621                  | 100,00                  |
| ↳ Votanti (% su iscritti)  | ↳ Votanti (% su iscritti)                 | ↳ Votanti (% su iscritti)  | 47 485                  | 66,30                   |
| ↳ Astenuti (% su iscritti) | ↳ Astenuti (% su iscritti)                | ↳ Astenuti (% su iscritti) | 24 136                  | 33,70                   |
|                            |                                           |                            |                         |                         |
|                            | Esito: collegio confermato a Conservatore |                            |                         |                         |

| Partito                    | Partito                                   | Candidato                  | Risultati 7 maggio 2015 | Risultati 7 maggio 2015 |
| Partito                    | Partito                                   | Candidato                  | Voti                    | %                       |
| -------------------------- | ----------------------------------------- | -------------------------- | ----------------------- | ----------------------- |
|                            | Conservatore                              | Charles Walker             | 25 797                  | 56,05                   |
|                            | UKIP                                      | David Platt                | 9 074                   | 19,72                   |
|                            | Laburista                                 | Edward Robinson            | 8 470                   | 18,40                   |
|                            | Lib Dem                                   | Anthony Rowlands           | 1 467                   | 3,19                    |
|                            | Verdi                                     | Russell Secker             | 1 216                   | 2,64                    |
|                            |                                           |                            |                         |                         |
| Iscritti                   | Iscritti                                  | Iscritti                   | 72 938                  | 100,00                  |
| ↳ Votanti (% su iscritti)  | ↳ Votanti (% su iscritti)                 | ↳ Votanti (% su iscritti)  | 46 024                  | 63,10                   |
| ↳ Astenuti (% su iscritti) | ↳ Astenuti (% su iscritti)                | ↳ Astenuti (% su iscritti) | 26 914                  | 36,90                   |
|                            |                                           |                            |                         |                         |
|                            | Esito: collegio confermato a Conservatore |                            |                         |                         |

| Partito                    | Partito                                   | Candidato                  | Risultati 6 maggio 2010 | Risultati 6 maggio 2010 |
| Partito                    | Partito                                   | Candidato                  | Voti                    | %                       |
| -------------------------- | ----------------------------------------- | -------------------------- | ----------------------- | ----------------------- |
|                            | Conservatore                              | Charles Walker             | 26 844                  | 58,79                   |
|                            | Laburista                                 | Michael Watson             | 8 040                   | 17,61                   |
|                            | Lib Dem                                   | Allan Witherick            | 6 107                   | 13,38                   |
|                            | BNP                                       | Steve McCole               | 2 159                   | 4,73                    |
|                            | UKIP                                      | Martin J. Harvey           | 1 890                   | 4,14                    |
|                            | Democratici                               | Debbie Lemay               | 618                     | 1,35                    |
|                            |                                           |                            |                         |                         |
| Iscritti                   | Iscritti                                  | Iscritti                   | 71 340                  | 100,00                  |
| ↳ Votanti (% su iscritti)  | ↳ Votanti (% su iscritti)                 | ↳ Votanti (% su iscritti)  | 45 658                  | 64,00                   |
| ↳ Astenuti (% su iscritti) | ↳ Astenuti (% su iscritti)                | ↳ Astenuti (% su iscritti) | 25 682                  | 36,00                   |
|                            |                                           |                            |                         |                         |
|                            | Esito: collegio confermato a Conservatore |                            |                         |                         |

### Elezioni negli anni 2000
| Partito                    | Partito                                   | Candidato                  | Risultati 5 maggio 2005 | Risultati 5 maggio 2005 |
| Partito                    | Partito                                   | Candidato                  | Voti                    | %                       |
| -------------------------- | ----------------------------------------- | -------------------------- | ----------------------- | ----------------------- |
|                            | Conservatore                              | Charles Walker             | 21 878                  | 53,85                   |
|                            | Laburista                                 | Jamie Bolden               | 10 369                  | 25,52                   |
|                            | Lib Dem                                   | Andrew Porrer              | 4 973                   | 12,24                   |
|                            | BNP                                       | Andrew Emerson             | 1 929                   | 4,75                    |
|                            | UKIP                                      | Martin J. Harvey           | 1 479                   | 3,64                    |
|                            |                                           |                            |                         |                         |
| Iscritti                   | Iscritti                                  | Iscritti                   | 68 053                  | 100,00                  |
| ↳ Votanti (% su iscritti)  | ↳ Votanti (% su iscritti)                 | ↳ Votanti (% su iscritti)  | 40 628                  | 59,70                   |
| ↳ Astenuti (% su iscritti) | ↳ Astenuti (% su iscritti)                | ↳ Astenuti (% su iscritti) | 27 425                  | 40,30                   |
|                            |                                           |                            |                         |                         |
|                            | Esito: collegio confermato a Conservatore |                            |                         |                         |

| Partito                    | Partito                                   | Candidato                  | Risultati 7 giugno 2001 | Risultati 7 giugno 2001 |
| Partito                    | Partito                                   | Candidato                  | Voti                    | %                       |
| -------------------------- | ----------------------------------------- | -------------------------- | ----------------------- | ----------------------- |
|                            | Conservatore                              | Marion Roe                 | 20 487                  | 54,13                   |
|                            | Laburista                                 | David Prendergast          | 11 494                  | 30,37                   |
|                            | Lib Dem                                   | Julia Davies               | 4 158                   | 10,99                   |
|                            | UKIP                                      | Martin Harvey              | 858                     | 2,27                    |
|                            | BNP                                       | John Cope                  | 848                     | 2,24                    |
|                            |                                           |                            |                         |                         |
| Iscritti                   | Iscritti                                  | Iscritti                   | 67 944                  | 100,00                  |
| ↳ Votanti (% su iscritti)  | ↳ Votanti (% su iscritti)                 | ↳ Votanti (% su iscritti)  | 37 845                  | 55,70                   |
| ↳ Astenuti (% su iscritti) | ↳ Astenuti (% su iscritti)                | ↳ Astenuti (% su iscritti) | 30 099                  | 44,30                   |
|                            |                                           |                            |                         |                         |
|                            | Esito: collegio confermato a Conservatore |                            |                         |                         |

## Risultati dei referendum

### Referendum sulla permanenza del Regno Unito nell'Unione europea del 2016
|             | Collegio   | Lasciare UE % | Rimanere in UE % |
| ----------- | ---------- | ------------- | ---------------- |
|             | Broxbourne | 65,8%         | 34,2%            |
| Inghilterra | 53,3%      | 46,7%         |                  |
| Regno Unito | 51,9%      | 48,1%         |                  |